# LeJOS
LeJOS是SourceForge.net上的開源專案，是使用Java語言來操控樂高Mindstorms NXT和RCX的開發平台，提供類別館、教學文件以及論壇，目前最新版本是0.9。

## 歷史
LeJOS起源於由José Solórzano於1999年開發的TinyVM開源專案，後來José Solórzano於2000年重新打造為今日的LeJOS，現在TinyVM已停止開發。

## 出版物
- （英文）Maximum LEGO NXT: Building Robots with Java Brains （页面存档备份，存于），Brian Bagnall著
- （繁體中文）機器人程式設計與實作：使用Java，CAVE教育團隊、曾吉弘、林祥瑞、Juan Antonio著

## 外部連結
- LeJOS官方網站 （页面存档备份，存于）
- LeJOS電子書(英)，Juan Antonio著 （页面存档备份，存于）
- TinyVM官方網站 （页面存档备份，存于）
- LeJOS 0.40版安裝教學 （页面存档备份，存于）